# Joe Rowan
Joe Rowan (* 1972; † 1. Oktober 1994 in Racine, Wisconsin) war der Sänger der US-amerikanischen Rechtsrock-Band Nordic Thunder. Er starb am 1. Oktober 1994 bei einer Schießerei im Anschluss an ein Rechtsrock-Konzert. In der internationalen Rechtsrock-Szene wird er seitdem als Märtyrer verehrt.

## Hintergrund
Joe Rowan war der Sänger der Band Nordic Thunder aus Delaware und ein Mitglied der Hammerskins.  Am 30. September 1994 fand ein Festival des Rechtsrock-Labels Resistance Records zu Ehren des verstorbenen Ian Stuarts in Racine, Wisconsin statt. Vor 300 Leuten traten Das Reich, Aggravated Assault, Berserkr, Centurion, Rahowa, Bound for Glory sowie No Remorse auf. Im Anschluss an das Konzert sollte ein Treffen stattfinden. Joe Rowan besuchte ein Lebensmittelgeschäft, um dort Bier einzukaufen und geriet in Streit mit schwarzen Jugendlichen. Einer von diesen zog eine Waffe und erschoss Joe Rowan aus nächster Nähe. Rowan starb am Ort des Geschehens. Der Hauptverdächtige in dem Fall wurde später aus Mangel an Beweisen freigelassen.
Über Rowans Tod wurde danach im Magazin von Resistance Records berichtet. Eine Abbildung von ihm mit rassistischen Texten seiner Band zierte das Cover des Magazins. Aus Nordic Thunder ging anschließend die Hatecore-Band Blue Eyed Devils hervor. An Joe Rowans Tod wird häufig mit rechtsextremen Konzerten, sogenannten Memorial- oder Tribute-Shows gedacht, die sowohl in den Vereinigten Staaten, als auch in Europa stattfinden. Diese Konzerte werden meist von politischen Vereinigungen wie der Aryan Nation oder den Hammerskins organisiert. Ebenso wird er in zahlreichen Texten internationaler Rechtsrockbands erwähnt.

## Diskografie

### Alben
- 1993: Nordic Thunder – Born to Hate (Resistance Records)
- 1994: Nordic Thunder – Final Stand (Tri-State Terror)[7]

### Kompilationen/Tributsampler
- 1994: Joe Rowan Memorial Concert (Hammer Head Production)
- 2006: Tribute to Hammer Joe Rowan (Rage Records, indiziert)[8]